# Georges de Coursule de Saint-Rémy
Georges de Coursule, baron de Saint-Rémy (né en 1600 et décédé le 7 mars 1673) est un officier des troupes de Henri II de Montmorency. Il s'établit à Aimargues en 1626, au mas qui prit ensuite le nom de "Saint-Rémy[-sur-Avre]", fief normand dont ses ancêtres "de Courseulles" alias "de Courcelles" (et certainement pas "de Coursule", qui est sans doute une déformation occitane de ce vieux patronyme de la noblesse normande) avaient adopté le nom dès le XVe siècle.

## Biographie

### Famille
Il était le cousin de Charles de La Vieuville, principal ministre de Louis XIII, avant Richelieu.
De Françoise de Guilhens, il eut Henry (sans descendance légitime) et Gabrielle. Sa fille, Gabrielle, épousa Jean de La Croix de Castries, seigneur de Candillargues. Gabrielle de Coursule et  Jean de La Croix eurent Joseph de La Croix, seigneur de Candillargues, né en 1666, capitaine de grenadiers puis lieutenant-colonel au Régiment Bacqueville, lieutenant du roi à Montpellier (1725).